# Fulque de Jerusalém
Fulque (Angers, c. 1089–1092 – Acre, 13 de novembro de 1143) foi conde de Anjou e Tours de 1109 a 1129, conde de Maine de 1110 a 1126 e rei de Jerusalém de 1131 a 1143, reinando juntamente com a sua segunda esposa, Melisende de Jerusalém.

## Conde de Anjou, Tours e Maine
Fulque nasceu entre 1089 e 1092, filho do conde Fulque IV de Anjou com Bertranda de Monforte. Em 1092 a sua mãe abandonou o marido para se casar em bigamia com o rei Filipe I de França.
Antes de se casar com Bertranda, Fulque IV tivera vários casamentos. De um deles nascera Godofredo IV de Anjou, que se rebelou contra o pai em 1098. Fulque V apoiou o pai até à morte do seu meio-irmão em 1106 e, quando Fulque IV morreu, em 1109, o Jovem tornou-se conde de Anjou e Tours, com cerca de 20 anos de idade.

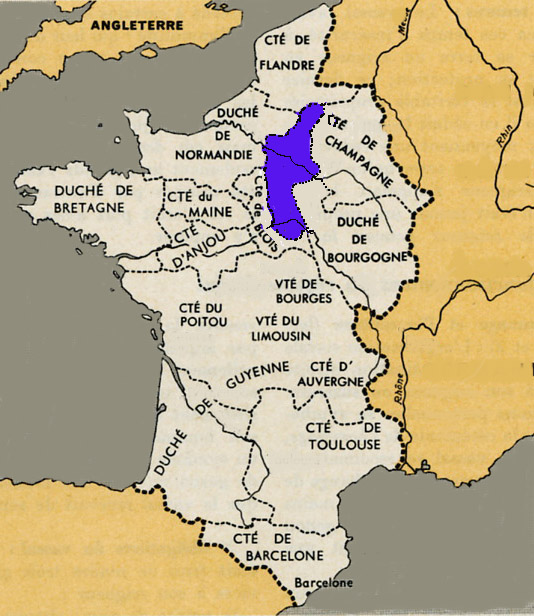
Mapa político dos territórios vassalos da França no final do século X, basicamente os mesmos na época de Fulque V de Anjou

Enquanto conde de Anjou, esteve principalmente ocupado a dominar os seus vassalos mais turbulentos, particularmente os de Amboise, tendo conquistado e mandado destruir vários castelos dos nobres que mais ameaçavam o seu poder.
Pouco depois de herdar o condado, casou-se com Ermengarda, filha e herdeira de Elias I, conde de Maine. Este casamento provocou a união definitiva dos territórios de Maine e Anjou, mas obrigou Fulque a adoptar uma política evasiva entre Henrique I, rei da Inglaterra e duque da Normandia, e Luís VI o Gordo, rei de França. No decurso destas mudanças de alianças, em 1113 casou a sua filha Alice (ou Isabel, Matilde) (1107-1154) com Guilherme Atelingo, filho de Henrique I.
Fulque partiu em cruzada em 1120. Os cavaleiros da Ordem dos Templários impressionaram-no a tal ponto que, depois de voltar à Europa, subsidiou esta ordem militar, pagando a manutenção de dois cavaleiros na Terra Santa durante um ano.
Depois do seu regresso a Anjou, Fulque aliou-se ao rei da França e apoiou-o na sua luta contra o monarca inglês e o sacro imperador Henrique V da Germânia. Ao mesmo tempo casou a sua filha Sibila com Guilherme Clito, pretendente ao trono inglês e rival de Henrique I da Inglaterra.
Mas em 1124 alterou as suas alianças. Anulou o casamento de Sibila e, em 1128, casou o seu filho Godofredo V Plantageneta com Matilde de Inglaterra, filha de Henrique I da Inglaterra e viúva de Henrique V da Germânia. Este casamento seria a origem da dinastia plantageneta da Inglaterra.

## Rei de Jerusalém

### Subida ao trono
Depois de enviuvar no ano anterior, em 1127 Fulque recebeu uma embaixada do rei Balduíno II de Jerusalém, que não tinha herdeiros varões, e por isso designara a sua filha Melisende para a sucessão. Balduíno também julgava necessário casar a filha com um aliado poderoso, capaz de proteger e salvaguardar a sua herança e dos seus descendentes. A sua verdadeira intenção teria sido prover a filha com um simples consorte, não com um rei consorte reinante.
O conde de Anjou, Tours e Maine parecia uma boa escolha: viúvo, um nobre poderoso e abastado, cruzado e comandante militar de renome. A sua experiência em batalhas seria de grande valor em um estado fronteiriço em constante guerra. Mas durante as negociações, Fulque insistiu no governo conjunto do reino com a sua esposa. Balduíno II acabou por ceder a estas condições uma vez que o angevino tinha o dinheiro e o exército necessários para a defesa de Jerusalém.

O Reino Latino de Jerusalém e os outros estados cruzados em 1135, durante o reinado de Fulque

Fulque abdicou do governo do condado para o seu filho Godofredo V Plantageneta e partiu novamente para a Terra Santa, onde se casou com Melisende a 2 de junho de 1129. Com o nascimento em 1130 de Balduíno III, o filho herdeiro deste casamento, Balduíno II pretendeu reforçar a posição de Melisende como única monarca soberana de Jerusalém. Para isso, designou a filha como guardiã do seu jovem filho, excluindo o angevino desta posição de poder. Apesar disso, depois da morte do rei Balduíno II em 1131, Melisende e Fulque subiram ao trono, ambos como governantes.

### Conflito com Melisende
Desde o início do seu reinado, Fulque tentou assumir sozinho o controlo do reino. Apoiado pelos seus cavaleiros, afastou Melisende da capacidade de conceder títulos e outras formas de patronagem, e contestava publicamente a sua autoridade. Este tratamento para com a rainha irritou os membros do "Tribunal Superior" (Haute Cour), um tipo de conselho que compreendia a nobreza e o clero do reino, cujas próprias posições de poder ficavam em risco se o rei continuasse ganhar domínio sobre Jerusalém.
Fontes contemporâneas, como Guilherme de Tiro, realçam que Fulque favorecia demasiadamente os recém-chegados cruzados francos de Anjou em detrimento da nobreza nativa do reino. Os outros estados cruzados temiam que tentasse impôr a suserania de Jerusalém sobre eles, como Balduíno II fizera. Mas Fulque era menos poderoso do que o seu falecido sogro e os estados do norte rejeitaram a sua autoridade.
Alice de Jerusalém, a irmã de Melisende exilada do seu Principado de Antioquia pelo pai, voltara a tomar o controlo do estado depois da morte de Balduíno. Aliou-se a Pôncio de Trípoli e Joscelino II de Edessa para impedir que o novo rei de Jerusalém marchasse para norte em 1132. Fulque e Pôncio enfrentaram-se na breve batalha de Rugia, perdida por Trípoli, e quando acabaram por acordar uma paz, Alice foi mais uma vez exilada.

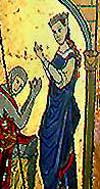
Iluminura com a representação de Melisende de Jerusalém

Em Jerusalém, a segunda geração de descendentes dos cristãos da Primeira Cruzada formava um partido afecto a Melisende, encabeçado pelo conde Hugo II de Puiset e Jafa, primo da rainha. Hugo era o barão mais poderoso do reino, e devotadamente leal à memória de Balduíno II. Esta lealdade fora extensiva à filha deste, sua prima, apesar de Hugo, se se levasse em conta a estrita sucessão varonil, ter uma pretensão mais válida ao trono.
A rivalidade de Fulque e Hugo recebeu mais um impulso quando o próprio enteado de Hugo o acusou de deslealdade. Ao mesmo tempo o afastamento do casal real serviu de ferramenta política em 1134, quando Fulque acusou Hugo de adultério com a rainha. Em protesto, Hugo rebelou-se. Instalou-se em Jafa, aliou-se à cidade muçulmana de Ascalão, e assim conseguiu resistir ao exército que se formou contra a sua pessoa. Mas não era possível manter a sua posição indefinidamente, e sua aliança com Ascalão custara-lhe apoios na corte. Com o patriarca de Jerusalém a negociar termos clementes de paz, acabou por ser exilado por três anos.
Pouco depois houve um atentado à vida de Hugo, atribuído a Fulque ou aos seus apoiantes, apesar de não haver provas deste envolvimento. Esse escândalo foi o impulso que o partido da rainha precisava para desafiar abertamente o rei, uma vez que as acusações de infidelidade eram uma afronta pública que comprometiam a posição política de Melisende.
Num verdadeiro golpe palaciano, os apoiantes da rainha derrubaram Fulque, e desde 1135 que a sua influência se deteriorou rapidamente. Os apoiantes do rei «fugiram [do palácio] aterrorizados pelas suas vidas». Melisende vencera e o seu controlo sobre o governo do reino era inquestionável. Fulque «não tentou tomar a iniciativa, mesmo em assuntos triviais, sem o conhecimento [de Melisende]». O casal real reconciliou-se em 1136, e assim nasceu um segundo filho, Amalrico, que sucederia ao irmão no trono de Jerusalém.

### Política externa
A fronteira norte de Jerusalém era uma das principais preocupações do reino. Fulque fora nomeado regente do Principado de Antioquia por Balduíno II, e nessa capacidade organizou o casamento de Raimundo de Poitiers com a princesa Constança de Antioquia, filha de Boemundo II com Alice, e portanto sobrinha de Melisende.
No entanto, a maior ameaça durante o reinado de Fulque foi o crescente poder do atabegue Zengui de Moçul. Jerusalém aliou-se ao vizir de Damasco, uma cidade muçulmana também ameaçada pela ambições deste líder.
Em resposta, em 1137 Zengui acordou uma paz com Damasco e cercou a fortaleza cruzada de Baarin, obtendo uma vitória decisiva. Cercado na cidadela, Fulque negociou a sua rendição: recebeu permissão para sair da região com os sobreviventes do seu exército em troca de um resgate de 50 000 dinares. Pouco depois de abandonar a cidade encontraria um grande contingente de reforços e arrepender-se-ia de não ter resistido um pouco mais.

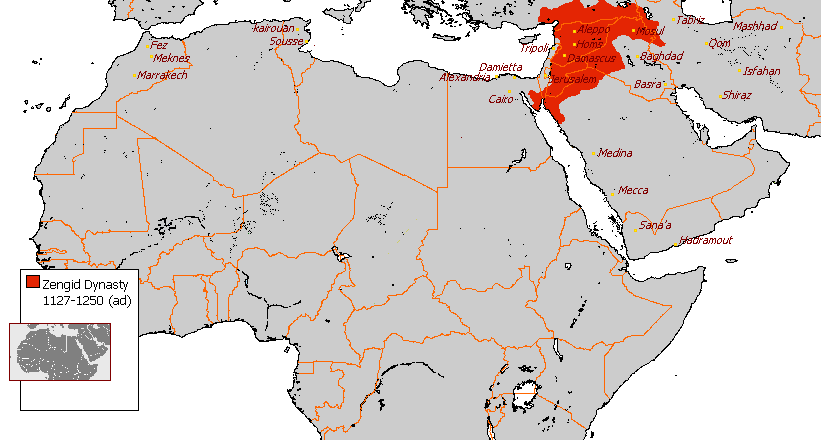
Mapa do mundo muçulmano medieval. A vermelho, os territórios do império da dinastia dos zênguidas (1127-1250), fundada por Zengui

Fulque conquistou a fortaleza de Banias (ou Cesareia de Filipe), a norte do Mar da Galileia, assim garantido a segurança da fronteira norte. A sul, o seu mordomo Pagano construiu o castelo de Queraque a sul do Mar Morto, ajudando a criar um acesso dos cristãos ao Mar Vermelho. Também ordenou a construção de Blanche Garde, Ibelin e outras fortalezas a sudoeste para dominar os territórios de Ascalão. Esta cidade era uma base a partir da qual os fatímidas do Egito lançavam incursões frequentes ao Reino Latino de Jerusalém, e assim o objectivo era neutralizar esta ameaça.
Em 1137 e 1142, o imperador bizantino João II Comneno chegou à Síria, tentando impôr o seu controlo sobre os estados cruzados, mas o angevino recusou o convite para um encontro com o imperador em Jerusalém. Guilherme de Tiro descreveu Fulque como «um homem ruivo, como David [...] fiel e gentil, afável e bondoso [...] um guerreiro experiente, muito paciente e sábio em assuntos militares», mas observou que o rei não cuidou adequadamente da defesa dos estados cruzados a norte. Também o descreveu como um político competente, cujo principal defeito era a incapacidade de se lembrar dos nomes e rostos das pessoas.
Já o cronista árabe Ibne Alcalanici, que o chamava de Alcunde Anjur, uma corruptela de "Conde de Anjou" pela língua árabe, escreveu que «ele não tinha bom julgamento nem era bem sucedido na sua administração.» De facto, Zengui continuou a dominar as regiões da Síria e do norte do Iraque, o que culminou na reconquista muçulmana do Condado de Edessa em 1144, o que despoletaria a proclamação da Segunda Cruzada pelo ocidente.

## Falecimento

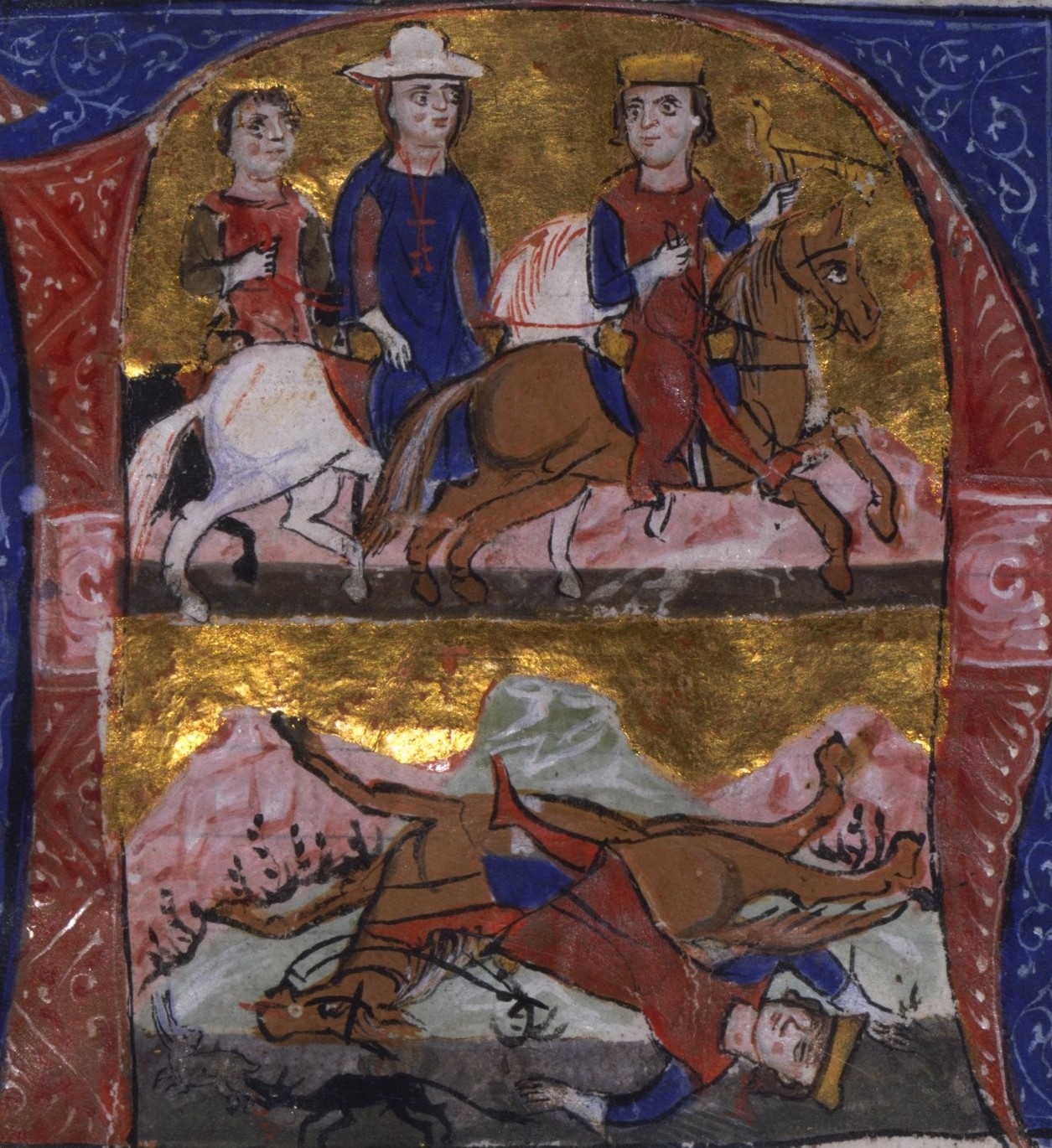
Morte de Fulque de Jerusalém - Historia de Guilherme de Tiro e continuação, manuscrito do século XIII de São João de Acre (Biblioteca Nacional de França)

Em 1143, quando o casal real se encontrava em São João de Acre, Fulque morreu em um acidente de caça. No dia 10 de novembro o seu cavalo tropeçou e caiu. O crânio do rei foi esmagado pela sela, «e os seus miolos espirraram por ambas as orelhas e narinas». Foi levado para Acre, onde ficou inconsciente por três dias até morrer, tendo sido sepultado na Igreja do Santo Sepulcro em Jerusalém. Apesar dos conflitos do seu casamento, Melisende pôs luto em público e em privado.

## Relações familiares
Foi filho do conde Fulque IV de Anjou (1043 - 14 de abril de 1109) e de Bertranda de Monforte (c. 1070 - 1117), filha de Simão I de Montfort (c. 1030 - 1087) e de Inês de Évreux (c. 1035 -?).
Em 1110, Fulque casa-se com Ermengarda do Maine (1069 - 1126), filha de Elias I do Maine e de Matilde de Château-du-Loir, de quem teve:
1. Alice (ou Isabel, Matilde de Anjou) (1107-1154), casada com Guilherme Atelingo e, depois da morte deste, freira e abadessa em Fontevrault.
2. Sibila de Anjou (1112-1165), casada em 1123 com Guilherme Clito, e depois da separação deste em 1124, casou-se em segundas núpcias em 1134 com Teodorico da Flandres.
3. Godofredo V Plantageneta (1113-1151), seu sucessor nos condados de Anjou e Maine, foi casado com Matilde de Inglaterra (7 de fevereiro de 1102 – 10 de setembro de 1169), filha de Henrique I de Inglaterra, rei de Inglaterra (1068 – 1 de dezembro de 1135) e de Edite da Escócia (Santa Matilde) (1080 – 1 de maio de 1118).
4. Elias II de Maine (? - 1151), sucessor do irmão no condado de Maine.

Enviuvado em 1126, Fulque casara-se em segundas núpcias, a 2 de junho de 1129, com Melisende de Jerusalém, filha de Balduíno II de Jerusalém com Morfia de Melitene, de quem teve: 
1. Balduíno III de Jerusalém (1131- Beirute, 10 de fevereiro de 1163), seu sucessor no Reino Latino de Jerusalém e casado com Teodora Comneno (1130 - 1184) filha de Andrônico Comneno (1108 - 1142) e de Irene Aineidasa.
2. Amalrico I de Jerusalém (1136-1174), sucessor do irmão na Terra Santa.